# Giardino del paradiso
Il giardino del paradiso è una forma di giardino di antica origine iraniana, in particolare achemenide che è formale, simmetrico e molto spesso, chiuso. La forma più tradizionale è un giardino rettangolare diviso in quattro quarti con uno stagno al centro, un disegno a quattro volte chiamato chahar bagh ("quattro giardini").  Uno degli elementi più importanti dei giardini paradisiaci è l'acqua con stagni, canali, ruscelli e fontane, tutte caratteristiche comuni. Il profumo è un elemento essenziale dato da alberi da frutto e fiori selezionati per la loro fragranza.
È anche spesso indicato come giardino islamico. La forma del giardino si diffuse in tutto l'Egitto e nel Mediterraneo durante le conquiste arabo musulmane, arrivando fino all'India e alla Spagna.

## Etimologia
Denominato originariamente da un singolo nome che indica "un recinto o un giardino recintato ", da "pairi" ("intorno") e "daeza" o "diz" ("muro", "mattone" o "forma"), il filosofo e storico Senofonte tradusse il pairidaeza persiano in paradeisos greco. Questo termine è usato per il Giardino dell'Eden nelle traduzioni greche dell'Antico Testamento. In persiano, la parola pardis significa sia paradiso che giardino.
Il giardino recintato viene spesso definito giardino del paradiso a causa di ulteriori connotazioni indoeuropee di "paradiso".

## Storia
Il più antico giardino persiano di cui sono stati registrati documenti apparteneva a Ciro il Grande, nella sua capitale, Pasargade, nella provincia di Fars, a nord di Shiraz. È il più antico esempio intatto che suggerisce elementi del giardino del paradiso. Probabilmente piantato con cipressi, melograno e ciliegio, il giardino aveva una pianta geometrica e corsi d'acqua che scorrevano in canali in pietra. Questi corsi d'acqua costituivano l'asse principale e gli assi secondari del giardino di Pasargade, prefigurando il disegno quadruplo del chahar bagh. Nell'Impero achemenide, i giardini contenevano alberi da frutto e fiori, tra cui il giglio e la rosa. Nel 330 a.C. Alessandro Magno vide la tomba di Ciro il Grande e registrò che si trovava in un boschetto di alberi irrigato.
Si ritiene che i re achemenidi costruirono giardini paradisiaci all'interno di parchi di caccia reali recintati, una tradizione ereditata dagli assiri, per i quali la caccia al leone era un rito che autenticava la regalità. Gli assiri a loro volta avevano ereditato le loro tecniche paesaggistiche dai babilonesi.
Nel V secolo, al tempo dell'invasione della Persia da parte di Ciro il Giovane, Senofonte descrisse un complesso di palazzi e padiglioni appartenenti ad Artaserse. In esso si trovavano giardini irrigati da un acquedotto - la prima fonte nota di scarichi d'acqua e bacini alimentati per gravità disposti in un sistema geometrico. Il generale spartano Lisandro, che si unì a Ciro come mercenario, riferì a Senofonte in che modo i re persiani "eccellevano non solo in guerra ma anche nel giardinaggio, creando parateisos" dove raccoglievano piante, in particolare alberi da frutto e animali incontrati durante campagne all'estero.
La disposizione quadruplice fu in seguito reinterpretata in termini islamici dagli arabi musulmani dopo la conquista della Persia nel VII secolo, diventando associata al concetto abramitico di paradiso e del Giardino dell'Eden. Genesi 2:10 recita: "E un fiume uscì dall'Eden per annaffiare il giardino; e da lì si separò trasformandosi in quattro teste", e il profeta Maometto parlava di quattro fiumi: di acqua, latte, vino e miele.
Nel XIII secolo i giardini si erano diffusi con l'Islam in tutto l'Egitto, nel Nordafrica e in Spagna. Questo stile di giardino arrivò in India nel XVI secolo durante il regno del principe Babur, il primo imperatore moghul. La maggior parte dei giardini moghul avevano una tomba o un padiglione al centro, il più famoso dei quali è il Taj Mahal, sebbene con il declino dell'Impero e del dominio coloniale britannico, il giardino originale è stato sostanzialmente modificato.

## Caratteristiche
Il piano essenziale di un giardino paradisiaco è una disposizione quadrupla (charbagh) con uno stagno o una fontana al centro. I progetti successivi incorporarono un padiglione o un mausoleo quando iniziarono a svilupparsi in elaborati simboli di stato. Il disegno rettangolare o rettilineo è in genere squadrato con canali d'acqua realizzati utilizzando l'antico sistema qanat.
Una caratteristica importante e comune è l'uso elaborato dell'acqua, spesso nei canali, negli stagni o nei rill, a volte nelle fontane e meno spesso nelle cascate. Ciò creò il suono rilassante dell'acqua corrente ed ebbe anche lo scopo pratico di rinfrescare l'aria.
Fiori aromatici e alberi da frutto sono elementi per antonomasia. Il terreno dove veniva piantata la flora era ad un livello più basso della strada o le passerelle sollevate in modo che i frequentatori potessero facilmente raccogliere la frutta fresca mentre passeggiavano nell giardino. Olivo, fico, dattero e melograno erano onnipresenti e simbolicamente importanti. Gli aranci arrivarono dall'India attraverso la Via della seta, dall'XI secolo, e furono incorporati per la loro fragranza e la bellezza dei loro fiori.
Sono in genere chiusi da alte pareti che forniscono ombra e protezione, particolarmente desiderabile nel clima arso e arido in cui fioriva questo tipo di giardino.

## Interpretazione
Si pensa che gran parte dell'uso e del simbolismo del giardino paradisiaco derivino dal Giardino dell'Eden, nonostante la maggior parte degli elementi del disegno fossero precedenti alle religioni abramitiche.
Il disegno quadruplo sembra riecheggiare il Giardino dell'Eden, che nel Libro della Genesi è descritto come avente una sorgente centrale che alimenta quattro fiumi, che sfociano nel mondo oltre. Nel Corano, il Janna (paradiso) è descritto come ricco di delizie materiali tra cui cibi deliziosi e acqua che scorre costantemente.
Essendo emersi nel deserto, la sete e la gratitudine per l'acqua sono abbondanti nelle tradizioni islamiche. Nel Corano, i fiumi sono i principali costituenti del paradiso e abbondano i riferimenti alla pioggia e alle fontane. Nel Corano 31:30: "Dio ha preferito l'acqua rispetto a qualsiasi altra cosa creata e ne ha fatto la base della creazione, come ha detto: "E abbiamo fatto di acqua ogni cosa vivente".
L'acqua è associata alle virtù della purezza e dell'obbedienza: "Quindi all'acqua fu detto: "Sta ferma" ed essa rimase in attesa del comando di Dio. Questa è acqua che non contiene né impurità né schiuma "(Racconti dei profeti, al-Kisa').
Sebbene il concetto di giardini del chahar bagh, che rappresenta il "paradiso terrestre", preceda l'adozione islamica dello stile, i ritiri paradisiaci dei zoroastrismo erano conosciuti come "l'incarnazione del paradiso celeste promessa a un musulmano praticante". I giardini che rappresentano il paradiso terrestre o i giardini paradisiaci si diffusero in tutto il mondo conquistato dai musulmani e si svilupparono in stili diversi, più grandi e più elaborati.

## Influenza
Il giardino del paradiso è uno dei pochi tipi di giardino originali e fondamentali da cui derivano tutti i giardini della storia, a volte in combinazioni diverse. Nella sua forma più semplice, è costituito da una piscina a forma rettangolare, con un flusso d'acqua appena sufficiente per dargli movimento e una pedana da cui osservarla. Tuttavia, un padiglione offre un rifugio più sicuro rispetto alla tenda originale. Gli alberi rigorosamente allineati, disposti in maniera formale, in particolare il chenar o Platanus, forniscono ombra.
Molte tradizioni orticole islamiche e successive tradizioni europee derivano da quella del giardino del paradiso. Esempi di esso e delle sue derivazioni sono presenti in molti dei giardini storici delle nazioni islamiche ed europee. Ad est, attraverso il giardino persiano ha dato origine ai giardini moghul dell'India, un esempio tardivo dei quali è quello del Taj Mahal ad Agra. Nell'estremo ovest, vennero realizzati cortili lastricati e piastrellati, portici, piscine e fontane nell'Andalusia moresca. Il disegno fondamentale dei Giardini di Versailles, in Francia, replica quasi i giardini paradisiaci di Pasargade, e i giardini del Louvre, a Parigi, sembrano ispirati ad essi. Un altro esempio sono le Terrazze bahai e la villa Bahji sul Monte Carmelo in Israele, entrambi dotati di ampi giardini dal disegno intricato.

## Esempi
- Pasargade
- Bagh-e Doulatabad - a Yazd, creato nel XVIII secolo dal governatore Mohammad Taqi Khan
- Cheshmeh-e'Ali
- Giardini del Taj Mahal
- Parco di Al-Azhar - un'interpretazione moderna, situata al Cairo, in Egitto